# Cornos
Cornos (en grec antic Κόρνος) va ser una antiga ciutat de l'oest de Sardenya i capital de la part occidental de l'illa segons Titus Livi.
Durant la Segona Guerra Púnica els pobles insulars rebel·lats contra Roma la van convertir en capital, però derrotat el cap rebel Hampsicora, el pretor Tit Manli Torquat la va assetjar i ocupar l'any 215 aC.
Queden algunes ruïnes de la ciutat (edificis, part d'un aqüeducte, necròpolis, muralles i el port) a un lloc despoblat entre Capo Nieddu i Capo Mannu a uns 25 km al nord d'Oristany.